# Herb gminy Tarłów
Herb gminy Tarłów – symbol gminy Tarłów.

## Wygląd i symbolika
Herb przedstawia na tarczy w polu czerwonym srebrną bramę (symbol dawnych praw miejskich Tarłowa), w której wejściu znajduje się srebrny topór (godło Tarłowskich herbu Topór), a ponad nią biały krzyż i złota sześcioramienna gwiazda.
Pierwotnym herbem miasta z XVI w. był Topór, w XVII w. w związku ze zmianą właściciela zastąpił go herb Dębno Oleśnickich.